# Planografia
La planografia o impressió planogràfica és un terme genèric utilitzat per a definir els diferents mètodes d'impressió o estampat d'una imatge sobre una superfície plana, generalment paper, a la que la matriu no hi ha cap mena de relleu, les parts a imprimir i les blanques són al mateix nivell.
Els processos de configuració de la imatge planogràfica es caracteritzen per la definició de la imatge a partir d'un dibuix amb un material gras, que en posar-se en contacte amb la superfície plana, generalment pedra o zinc (litografia) es fixen de manera més o menys permanent. Per a assolir la fixació i transferència de la imatge dibuixada se sotmet la superfície dibuixada a un bany d'àcids capaços d'augmentar la capacitat receptiva de greix de la zona dibuixada i la retenció d'aigua en les zones no dibuixades.
En el procés d'impressió es manté humida la superfície, i es passa repetides vegades un corró amb tinta grassa que es fixa en el dibuix. L'aigua rebutja la tinta grassa, mantenint les zones blanques.
Finalment es procedeix a transferir la imatge al paper per mitjà d'una premsa que exerceix pressió regular sobre el paper que està en contacte amb la superfície.